# Periodismo social
Se conoce como periodismo social o periodismo cívico a una disciplina del periodismo que es consciente y sensible de los procesos sociales en marcha en la sociedad. Propone la vinculación y la articulación del eje social con los de la política y la economía en la agenda de los medios de comunicación. El periodismo social o cívico nace en Estados Unidos en la década de los 80 y 90. El primer país de América Latina en emplearlo fue Brasil, más adelante continuarían Argentina y Colombia.  Por contra, el periodismo social nace como concepto a partir de la reflexión acerca de la cobertura de los medios de comunicación, en la que los principales temas vinculados a la política y la economía se encuentran articulados entre sí, mientras que los temas sociales y acciones de la sociedad civil quedan relegados a un segundo plano desvinculados de los temas principales. Además, sus protagonistas son representados como héroes y no como ciudadanos responsables que asumen un rol social en la resolución de conflictos de diversa índole.
El periodista social se asume como un actor social de peso que cuenta con las herramientas y un espacio privilegiado para impulsar el cambio social sumando nuevas fuentes, explorando nuevos enfoques y perspectivas y brindando una mayor y mejor cobertura a los temas sociales como parte de la agenda de su medio de comunicación. 
Este texto fue publicado en el libro "Periodismo Social, una nueva disciplina" escrito por la periodista Alicia Cytrynblum, ed. la Crujía, en Argentina en 2005, en donde la autora sintetiza la teoría que luego fue un movimiento. 
El objetivo principal del periodista social es colaborar en la construcción de una imagen de la realidad que brinde mayor visibilidad a los actores sociales activos y que permita contribuir a un diálogo que permita encontrar soluciones sustentables para enfrentar los desafíos que enfrentan las sociedades modernas.

## Valores del periodismo social
Los valores noticiosos en los que se basa el periodismo social son una parte de los valores noticias del periodismo tradicional. El periodismo social se centra en: 
- Por impacto: temas de ámbito social que puede afectar a la población mundial.
- Proximidad: cualquier suceso social que afecte en el mundo.
- Interés humano: este tipo de periodismo se basa en personas que hacen cosas por otras personas.
- Importancia: las asociaciones son las que se encargan de dar visibilidad a este tipo de periodismo.[2]

## Temas del periodismo social
El periodismo social intenta abarcar todos los temas que el periodismo convencional deja de lado. Se centra en el valor de la persona, personas con discapacidad, la inmigración, el feminismo, racismo, xenofobia, la homofobia, la religión, la moral, el medio ambiente, la prostitución, los menores, las personas sin hogar, el tercer sector, salud y ciencia, el suicidio, la responsabilidad social corporativa (RSC),las adicciones, y las enfermedades mentales, entre otros.

## El periodismo social y su base educativa
El periodismo social se preocupa por lo que le sucede al conocimiento del público sujeto a la manipulación e influencias consideradas como poco favorables para su bienestar. La educación para evitar estos efectos es importante en el ejercicio periodístico.

## Periodismo de servicio
Se define el periodismo de servicio como la información que aporta al receptor la posibilidad de acción, que pretende ser de interés personal del lector/oyente/espectador, psicológica o materialmente y servir de ayuda o guía. Para el periodismo de servicio el periodista no se limita a dar noticias,sino que intenta ayudar a los ciudadanos a comprender el mundo que los rodea. 
En el periodismo de servicio también cabe la información que termina haciéndose necesaria y crea inquietudes o expectativas nuevas que impulsan a las personas a seguir los acontecimientos. Se vale de todas las herramientas que Internet ofrece para satisfacer a los lectores.
Entre los contenidos de periodismo de servicio se cuentan:
- Datos necesarios para realizar trámites o acciones en la vida diaria.

- Información para movilizarse en ayuda de los necesitados.

- Consejos de actuación frente a posibles problemas que puedan surgir.

- Información que identifica al lector con otros seres humanos con intereses comunes al suyo para evitar la marginalidad derivada de la desinformación y el aislamiento.

- Nuevas expectativas o nuevos elementos con los que entender el entorno social y familiar.

## Periodistas sociales reconocidos
- Ryszard Kapuściński
- Alicia Cytrynblum
- Hernán Zin
- Javier Bauluz
- Jesús Blasco de Avellaneda
- Antonio Pampliega
- Alejandra Andrade
- Jordi Évole
- Samanta Villar